# Mount Elgon (district)
Mount Elgon was een Keniaans district in provincie Magharibi. Het district telde 135.033 inwoners (1999) en heeft een bevolkingsdichtheid van 143 inw/km². Ongeveer 0,8% van de bevolking leeft onder de armoedegrens en ongeveer 53,0% van de huishoudens heeft beschikking over elektriciteit. Het district maakt sinds 2013 deel uit van Bungoma County.
Hoofdplaats is Kapsokwony.

## Bekende personen
Atleet en wereldrecordhouder op de 10 km en 15 km in de atletiek Leonard Patrick Komon is afkomstig uit Mount Elgon.